# Norwegian Star
Norwegian Star — круизное судно в собственности компании Norwegian Cruise Line и эксплуатируемое американским пароходством Norwegian Cruise Line было построено в 2001 г. на верфи Meyer Werft в  Папенбурге (Германия).

## История
Судно под строительным номером 648 было заказано для сингапурского отделения китайской компании Star Cruises, но было передано в поглощённую Norwegian Cruise Line, которая с февраля 2000 года относится к Star Cruises. 29 июня 1998 года был заложен киль. Спуск судна на воду на верфи в Папенбурге состоялся 6 июля 2001 года, а 31 октября 2001 года судно было передано пароходству, которое вместо Superstar Libra, как первоначально планировалось, назвала его норвежской звездой, как это принято, по-английски — Norwegian Star. Церемония крещения состоялась 17 ноября 2001 года в Майами, после которой 19 ноября 2001 года судно отправилось в первый рейс.
В 2011 году Norwegian Star совершал круизы в Тихом океане: Аляска, Канада, США, Мексика, Западное побережье Южной Америки. В 2013 году осуществлял круизы из Копенгагена с посещением портов Санкт-Петербурга и Таллина.